# Agneta Andersson
Agneta Andersson (Karlskoga, 25 de abril de 1961 – 8 de outubro de 2023) foi uma canoísta sueca.

## Carreira
Foi vencedora das medalhas de ouro em K-2 500 m em Los Angeles 1984 e Atlanta 1996.
Foi vencedora da medalha de ouro em K-1 500 m em Los Angeles 1984.
Foi vencedora das medalhas de prata em K-4 500 m em Los Angeles 1984 e em K-2 500 m em Barcelona 1992.
Foi vencedora das medalhas de bronze em K-4 500 m em Barcelona 1992 e Atlanta 1996.

## Morte
Andersson morreu em 8 de outubro de 2023, aos 62 anos.